# MBIA
MBIA Inc. ist ein US-amerikanisches Finanzunternehmen mit Hauptsitz in Armonk, New York. Das Unternehmen ist im S&P 500 notiert.
MBIA bietet verschiedene Finanzdienstleistungen an, insbesondere Versicherungen für Vermögensverwaltungen.
Das Unternehmen wurde 1973 als Municipal Bond Insurance Association gegründet und gilt als der weltgrößte Anleiheversicherer. 
Im Zuge der Börsen- und Immobilienkrise hat MBIA von Sommer 2007 bis Januar 2008 fast 90 % seines Börsenwertes verloren. Grund ist hier, dass neben konventionellen Anleihen auch besicherte Geldmarktpapiere aus ABCP-Programmen versichert wurden, deren Qualität von vielen Investoren seit der Finanzkrise ab 2007 angezweifelt wird.